# Courteranges
Courteranges est une commune française, située dans le département de l'Aube en région Grand Est.

## Géographie

### Hydrographie
La commune est dans la région hydrographique « la Seine de sa source au confluent de l'Oise (exclu) » au sein du bassin Seine-Normandie. Elle est drainée par la Barse, la Civanne, un bras de l'Ecorce, le Fossé 01 de la Bretauche, le ru des Echelles et divers autres petits cours d'eau,.
La Barse, d'une longueur de 50 km, prend sa source dans la commune de Puits-et-Nuisement et se jette  dans la Seine à La Chapelle-Saint-Luc, après avoir traversé 17 communes.

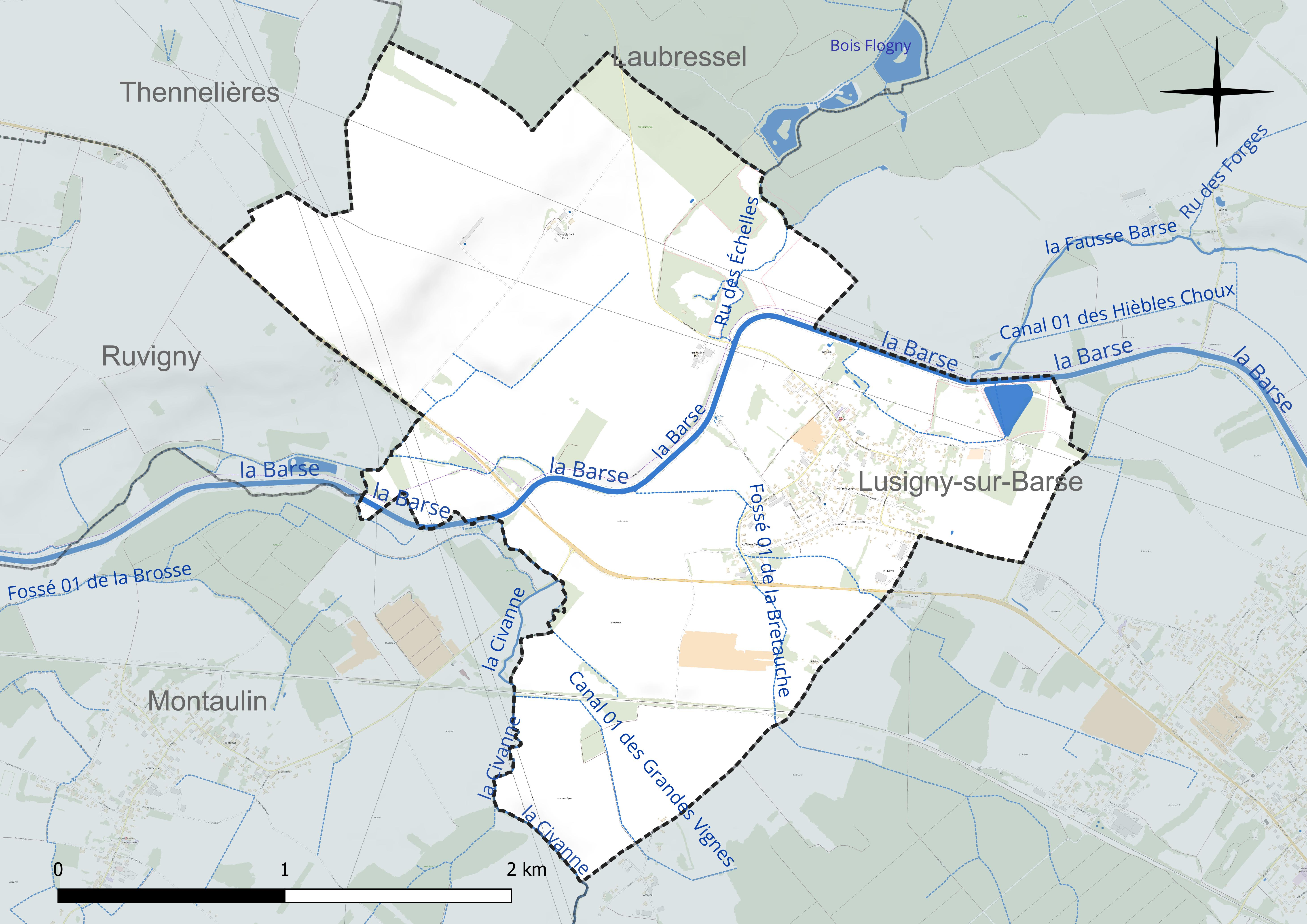
Réseau hydrographique de Courteranges.

La Civanne, d'une longueur de 13 km, prend sa source dans la commune de Chauffour-lès-Bailly et se jette  dans la Barse sur la commune, après avoir traversé huit communes.

### Climat
Pour des articles plus généraux, voir Climat du Grand Est et Climat de l'Aube.
En 2010, le climat de la commune est de type climat océanique dégradé des plaines du Centre et du Nord, selon une étude du Centre national de la recherche scientifique s'appuyant sur une série de données couvrant la période 1971-2000. En 2020, Météo-France publie une typologie des climats de la France métropolitaine dans laquelle la commune est exposée à un climat océanique altéré et est dans la région climatique Lorraine, plateau de Langres, Morvan, caractérisée par un hiver rude (1,5 °C), des vents modérés et des brouillards fréquents en automne et hiver.
Pour la période 1971-2000, la température annuelle moyenne est de 10,7 °C, avec une amplitude thermique annuelle de 15,9 °C. Le cumul annuel moyen de précipitations est de 723 mm, avec 11,9 jours de précipitations en janvier et 7,7 jours en juillet. Pour la période 1991-2020, la température moyenne annuelle observée sur la station météorologique de Météo-France la plus proche, « Mesnil-Saint-Père », sur la commune de Mesnil-Saint-Père à 8 km à vol d'oiseau, est de 11,4 °C et le cumul annuel moyen de précipitations est de 772,6 mm. 
La température maximale relevée sur cette station est de 41 °C, atteinte le 25 juillet 2019 ; la température minimale est de −20,5 °C, atteinte le 2 janvier 1997,,.
Les paramètres climatiques de la commune ont été estimés pour le milieu du siècle (2041-2070) selon différents scénarios d'émission de gaz à effet de serre à partir des nouvelles projections climatiques de référence DRIAS-2020. Ils sont consultables sur un site dédié publié par Météo-France en novembre 2022.

## Urbanisme

### Typologie
Au 1er janvier 2024, Courteranges est catégorisée bourg rural, selon la nouvelle grille communale de densité à 7 niveaux définie par l'Insee en 2022.
Elle est située hors unité urbaine. Par ailleurs la commune fait partie de l'aire d'attraction de Troyes, dont elle est une commune de la couronne,. Cette aire, qui regroupe 209 communes, est catégorisée dans les aires de 200 000 à moins de 700 000 habitants,.

### Occupation des sols
L'occupation des sols de la commune, telle qu'elle ressort de la base de données européenne d’occupation biophysique des sols Corine Land Cover (CLC), est marquée par l'importance des territoires agricoles (88,8 % en 2018), en diminution par rapport à 1990 (92,5 %). La répartition détaillée en 2018 est la suivante : 
terres arables (73,4 %), prairies (8,8 %), zones urbanisées (7,6 %), zones agricoles hétérogènes (6,6 %), forêts (3,6 %). L'évolution de l’occupation des sols de la commune et de ses infrastructures peut être observée sur les différentes représentations cartographiques du territoire : la carte de Cassini (XVIIIe siècle), la carte d'état-major (1820-1866) et les cartes ou photos aériennes de l'IGN pour la période actuelle (1950 à aujourd'hui).

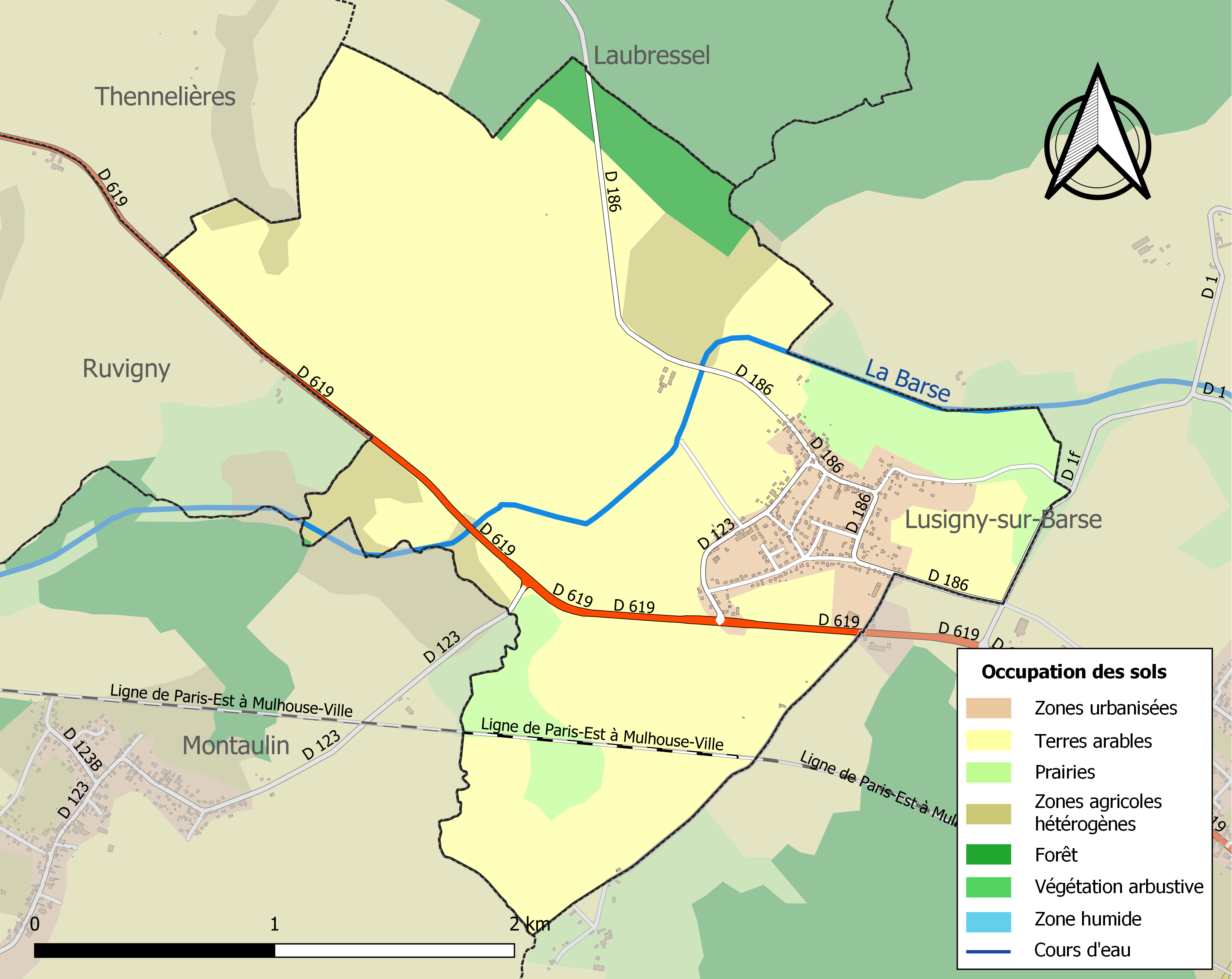
Carte des infrastructures et de l'occupation des sols de la commune en 2018 (CLC).

## Politique et administration
| Période                                  | Période   | Identité                                     | Étiquette | Qualité                        |
| ---------------------------------------- | --------- | -------------------------------------------- | --------- | ------------------------------ |
| mars 2001                                | mars 2014 | Serge Spilmann                               | DVG       | Conseiller général (1994-2001) |
| mars 2014                                | En cours  | Fabien Gérard Réélu pour le mandat 2020-2026 | DVG       | Chef d'entreprise              |
| Les données manquantes sont à compléter. |           |                                              |           |                                |

## Démographie
L'évolution du nombre d'habitants est connue à travers les recensements de la population effectués dans la commune depuis 1793. Pour les communes de moins de 10 000 habitants, une enquête de recensement portant sur toute la population est réalisée tous les cinq ans, les populations de référence des années intermédiaires étant quant à elles estimées par interpolation ou extrapolation. Pour la commune, le premier recensement exhaustif entrant dans le cadre du nouveau dispositif a été réalisé en 2006.

En 2022, la commune comptait 587 habitants, en évolution de +3,35 % par rapport à 2016 (Aube : +0,7 %, France hors Mayotte : +2,11 %).
| 1793 | 1800 | 1806 | 1821 | 1831 | 1836 | 1841 | 1846 | 1851 |
| ---- | ---- | ---- | ---- | ---- | ---- | ---- | ---- | ---- |
| 294  | 260  | 274  | 267  | 277  | 301  | 297  | 289  | 261  |

| 1856 | 1861 | 1866 | 1872 | 1876 | 1881 | 1886 | 1891 | 1896 |
| ---- | ---- | ---- | ---- | ---- | ---- | ---- | ---- | ---- |
| 297  | 263  | 260  | 251  | 245  | 228  | 213  | 178  | 172  |

| 1901 | 1906 | 1911 | 1921 | 1926 | 1931 | 1936 | 1946 | 1954 |
| ---- | ---- | ---- | ---- | ---- | ---- | ---- | ---- | ---- |
| 180  | 191  | 185  | 169  | 150  | 159  | 180  | 192  | 209  |

| 1962 | 1968 | 1975 | 1982 | 1990 | 1999 | 2006 | 2011 | 2016 |
| ---- | ---- | ---- | ---- | ---- | ---- | ---- | ---- | ---- |
| 170  | 174  | 202  | 273  | 295  | 425  | 558  | 580  | 568  |

| 2021 | 2022 | - | - | - | - | - | - | - |
| ---- | ---- | - | - | - | - | - | - | - |
| 578  | 587  | - | - | - | - | - | - | - |

## Lieux et monuments
- Église de la Nativité-de-Notre-Dame de Courteranges.

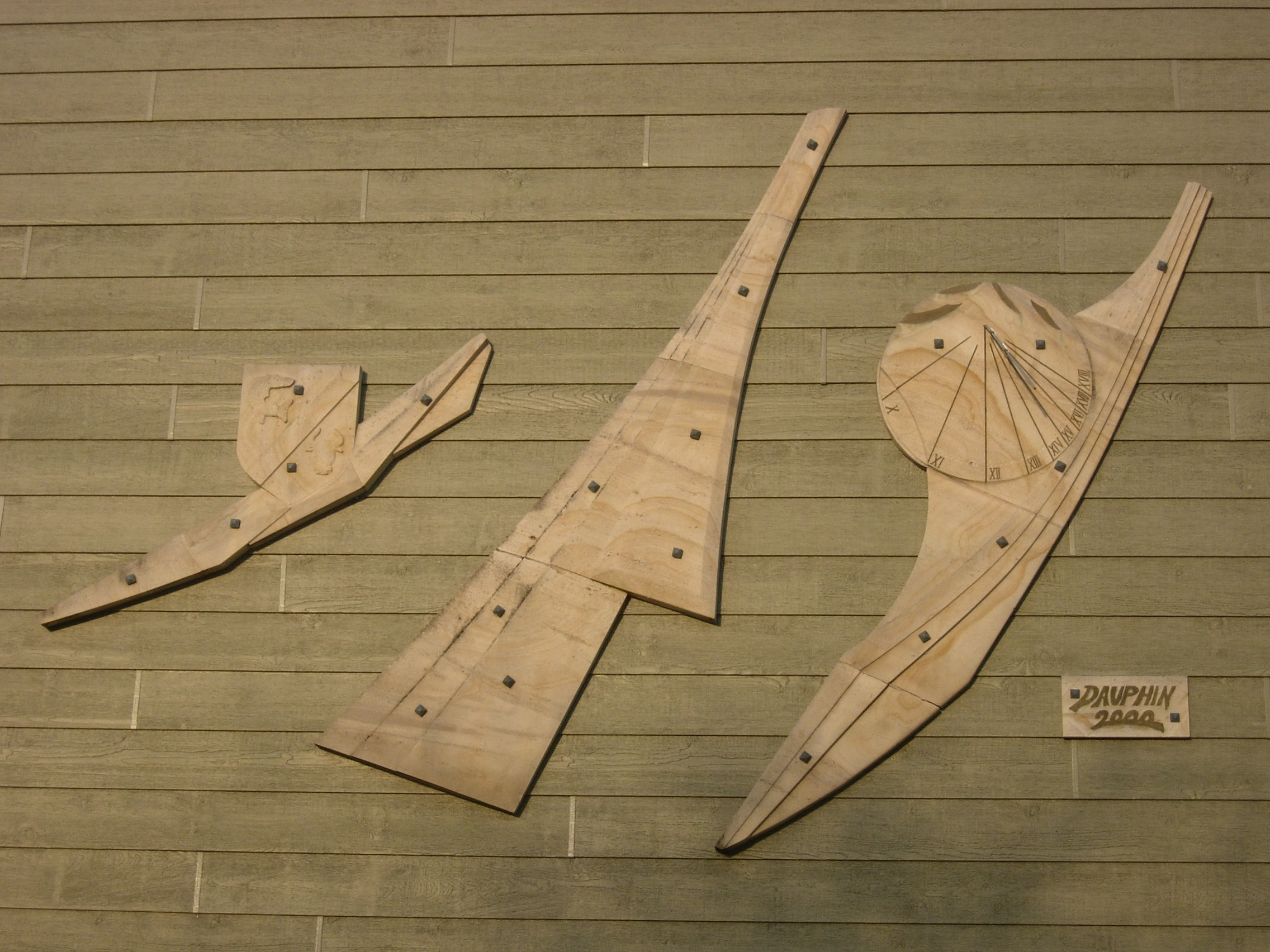
Le cadran solaire de la mairie.
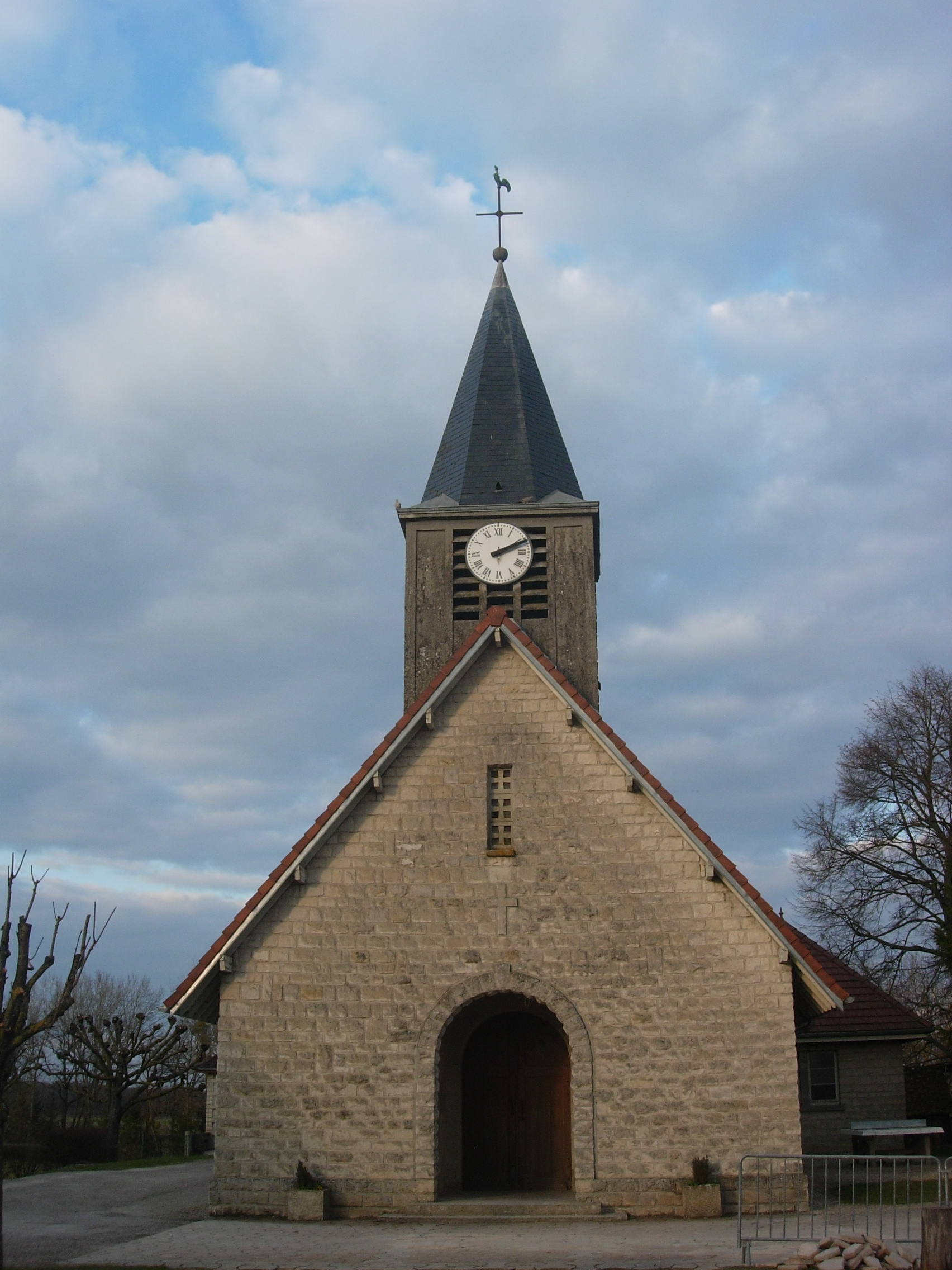
L'église de Courteranges.
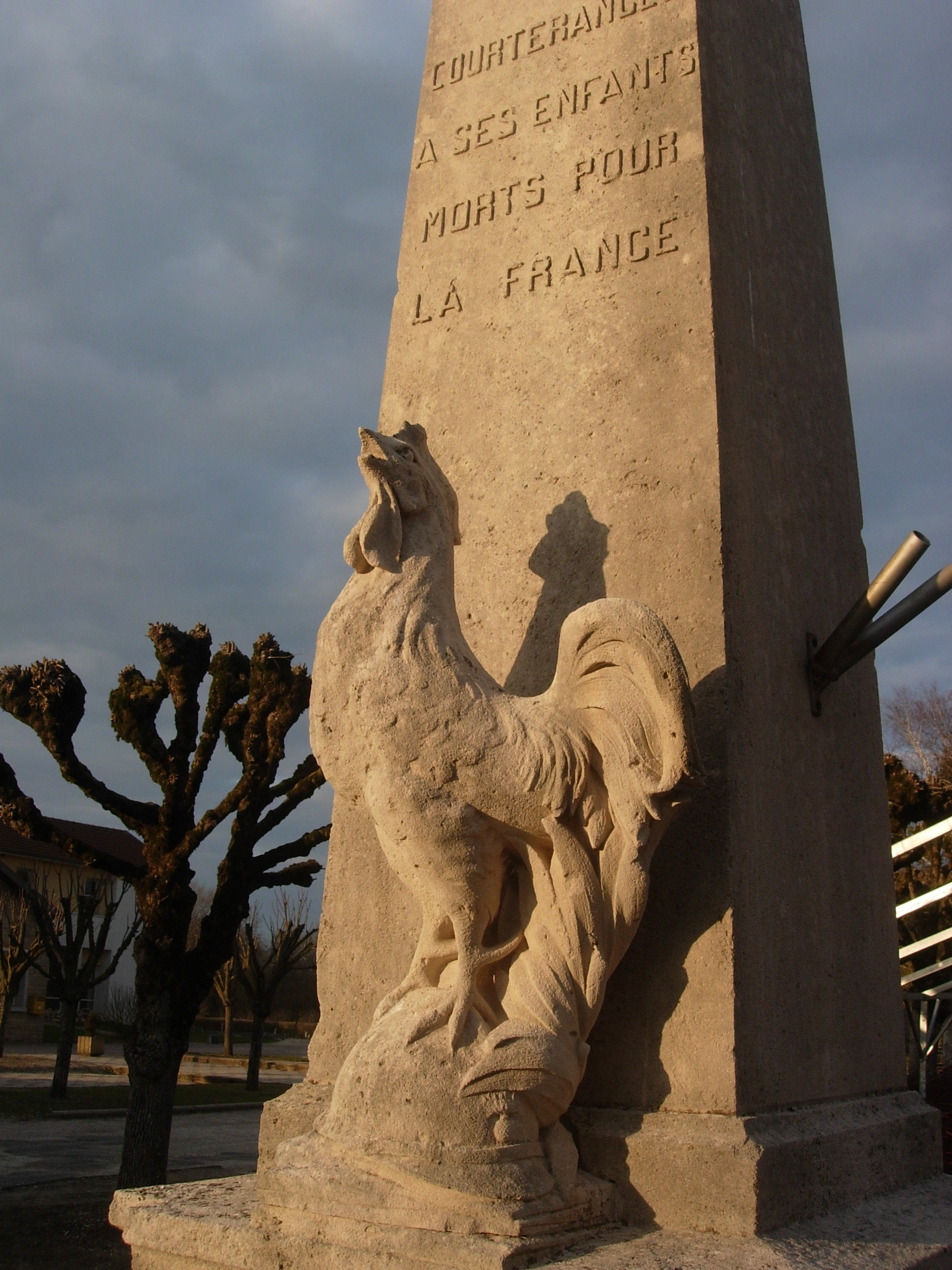
Le Monument aux morts de Courteranges.
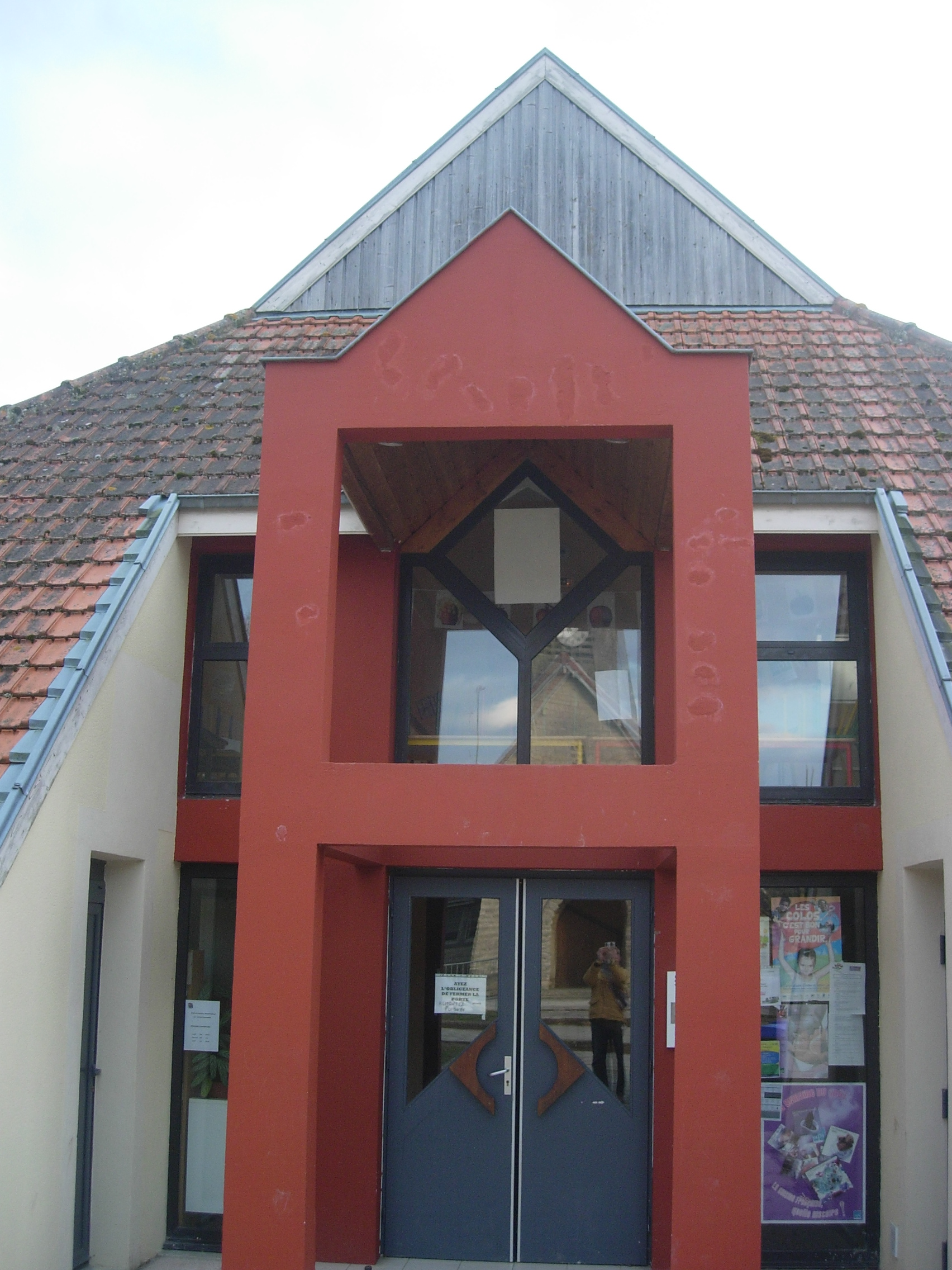
Entrée de la bibliothèque.

## Héraldique
|  | Les armes de la ville se blasonnent ainsi : Taillé : au 1er d’azur au brochet d’argent posé en pal, tête et queue à senestre, au 2e de sinople au rencontre de bœuf d’or, à la barre de gueules maçonnée de sable brochant sur le trait du taillé. |